# Авраам Крескес
Авраам Крескес (на каталонски: Abraham Cresques) е каталонски картограф.

## Биография
Роден е на 11 юли 1325 година в Палма де Майорка, тогава част от Арагонската корона, в еврейско семейство. Занимава се с часовникарство, изработка на навигационни инструменти и карти.
През 1375 г., по поръчка на крал Хуан I Арагонски съставя, заедно със сина си Йехуда Крескес, Каталонския атлас (на каталонски: Atles Català; на кастилски: Atlas Catalán), един от най-значимите и важни запазени до днес средновековни картографски сборници отпреди епохата на Великите географски открития. Подарен е на френския крал Шарл V и оттогава се съхранява в Националната библиотека на Франция в Париж.
Авраам Крескес умира през 1387 година на 61-годишна възраст.

## Каталонски атлас
Атласът първоначално е бил от шест листа пергамент, сгънати в центъра, украсени с различни цветове, включително със злато и сребро. Те са били разрязани наполовина и всеки половин лист бил монтиран на дървен панел. Първата половина на първия лист и втората половина на последния лист били подвързани с кафява кожа. Първите два листа от атласа съдържат текстове на каталонски език. Текстовете се отнасят до космографията, астрономията и астрологията и са придружени с илюстрации, които подчертават сферичната форма на Земята и състоянието на познатия свят. Те също така дават и ценни практически съвети за мореплавателите. Останалите четири листа представляват разгъната актуална карта портолан, разделена на две главни части.
Тази средновековна карта на света включва дори информация за задморските страни, които са описани от Марко Поло и от сър Джон Мандевил в книгите за техните пътешествия.
В България има черно-бяло копие на Каталонския атлас. На него са нанесени 18 селища на българска територия. Съхранява се в Топографската служба на Българската армия в Троян. Копието е попаднало в България през 1936 г. по време на Четвъртия конгрес на славянските картографи и етнографи.